# Aukschtaitisch

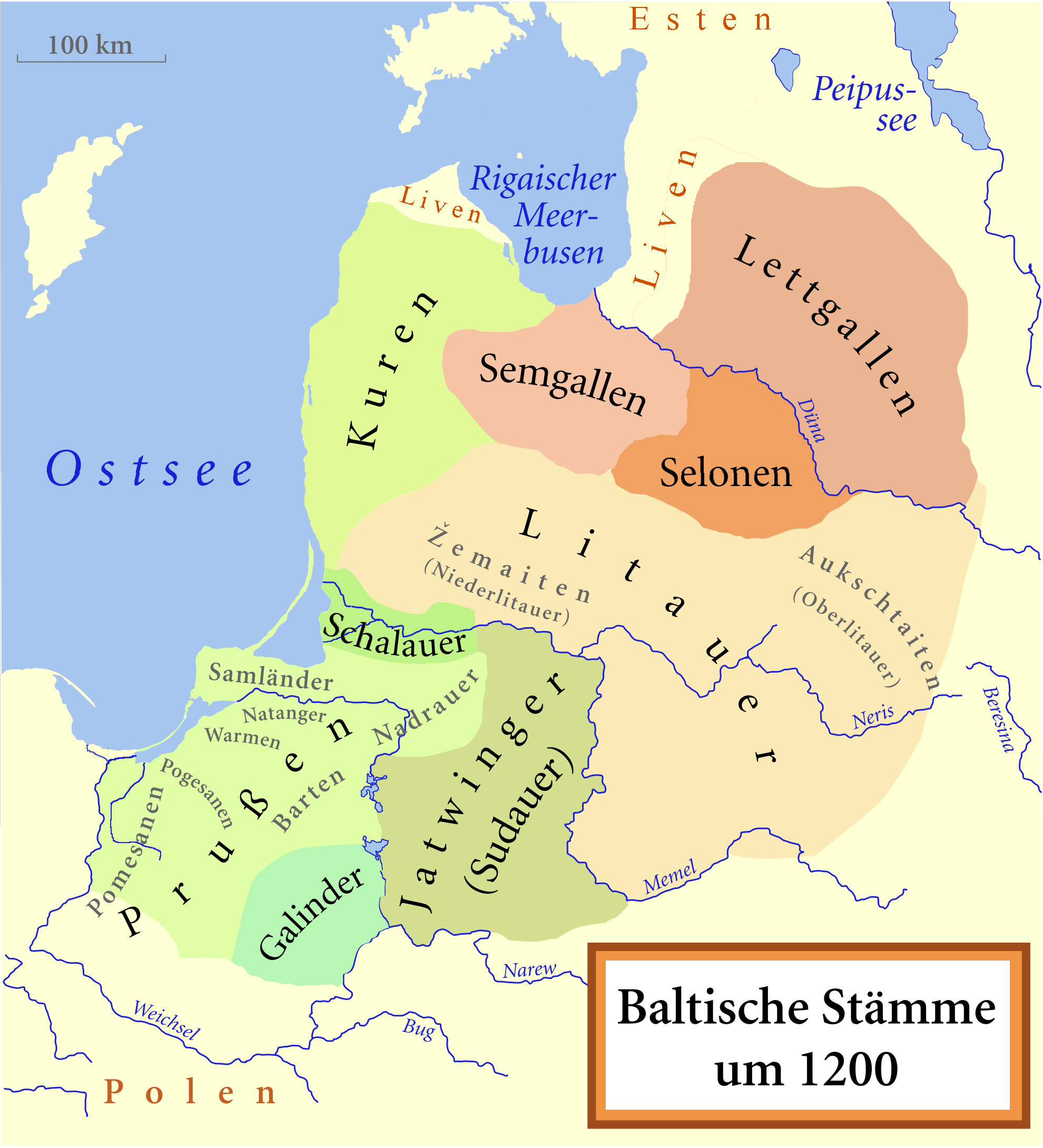
Die Aukschtaiten und Litauer im Kontext der anderen baltischen Stämme, um 1200

Aukschtaitisch (auch: oberlitauisch, litauisch: aukštaičių tarmė) ist ein Dialekt der litauischen Sprache, der hauptsächlich in Oberlitauen, dem östlichen und zentralen Teil Litauens, gesprochen wird. Aukštaitisch hat drei Gruppen: westliche, östliche und südliche Mundarten. Westaukštaitisch wird in eine Nord- und Südgruppe unterteilt und bildet die Basis der litauischen Standardsprache.

## Unterdialekte

### Westaukschtaitisch
Westaukschtaitisch (lit-wau) wird noch in Nordwestaukštaitisch und Südwestaukštaitisch unterteilt und umfasst folgende Mundarten:
- Šiauliškių šnekta, Stadt Šiauliai und Rajongemeinde Šiauliai
- Kauniškių šnekta, Stadt Kaunas (Kowno) und Rajongemeinde Kaunas
- Klaipėdos krašto šnekta oder klaipėdiškių šnekta, Stadt Klaipėda und Rajongemeinde Klaipėda (Memelgebiet)

### Ostaukschtaitisch
Ostaukschtaitisch (lit-eas) wird im Osten von Oberlitauen gesprochen:
- Panevėžiškių šnekta, Stadt Panevėžys und Rajongemeinde Panevėžys
- Širvintiškių šnekta, Rajongemeinde Širvintos
- Anykštėnų šnekta, Rajongemeinde Anykščiai
- Kupiškėnų šnekta, Rajongemeinde Kupiškis
- Uteniškių šnekta, Rajongemeinde Utena
- Vilniškių šnekta, Stadt Vilnius und Rajongemeinde Vilnius

### Südaukschtaitisch
Südaukschtaitisch oder dzukisch (lit-sau), Region Dzūkija (Dainava). Dieser Subdialekt hat in vielen Orten Südlitauens eigene Varianten, z. B. in der Gemeinde Druskininkai oder in der Rajongemeinde Lazdijai.